# Osouni
Osouni (auch Osuni, Ossouni) ist eine Siedlung im Norden des Tschad in der Provinz Tibesti (Department Tibesti Est, Gemeinde Zoumri), knapp 20 km Luftlinie östlich von Bardaï. Sie liegt im Wadi Enneri Zoumri.